# Рулет (выпечка)
Руле́т (от уменьш. фр. roulette — «колёсико», от roue — «колесо») — мучное изделие из выпеченного теста, со сладкими или несладкими начинками
.

## Выпечные рулеты

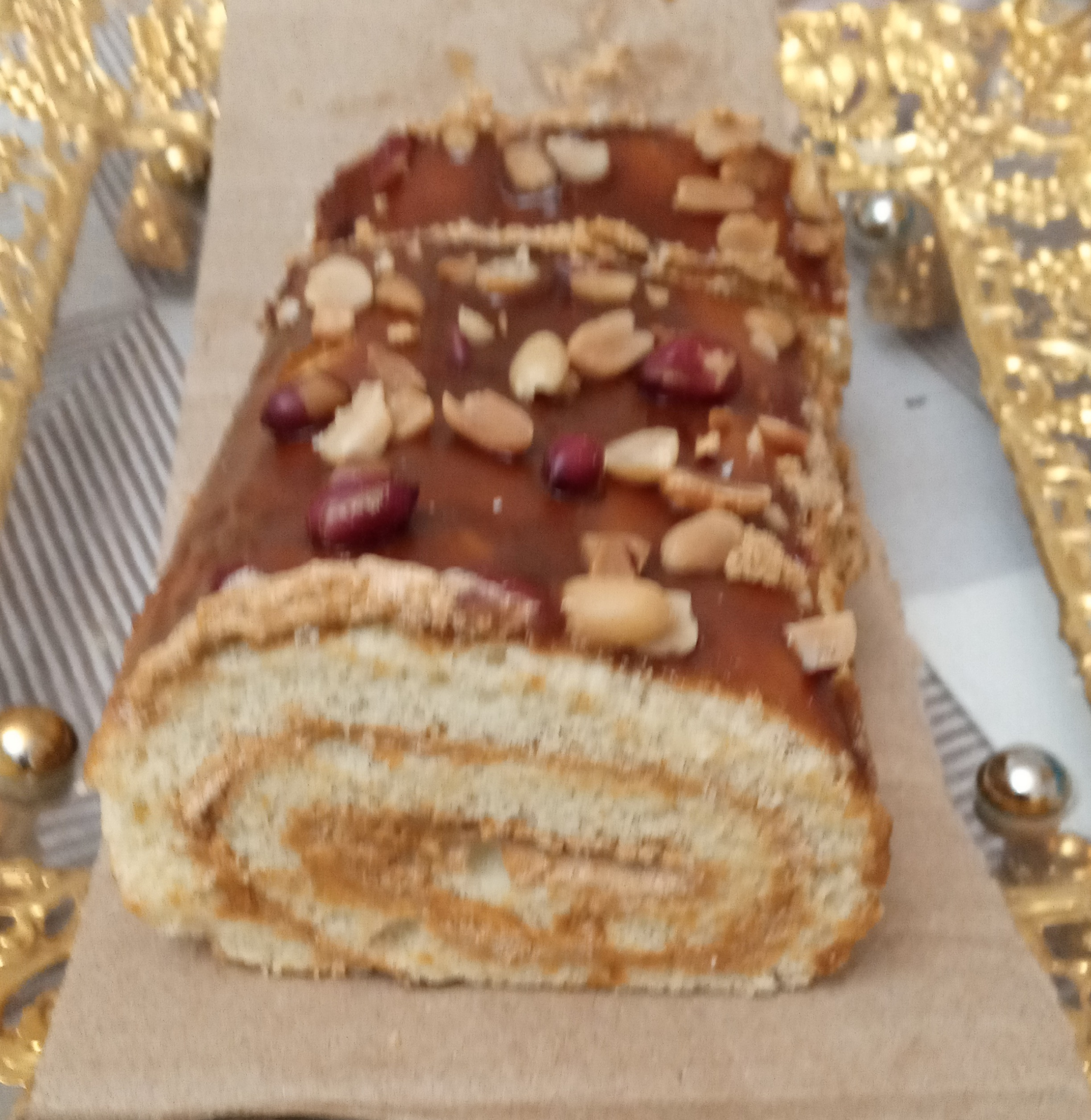
Рулет в шоколадной глазури с арахисом

Готовят вместе со сладкой или несладкой начинкой из 2 видов теста:
- Пресного: штрудель (с яблоками, вишнями, творогом[4]), баница[5], вертута

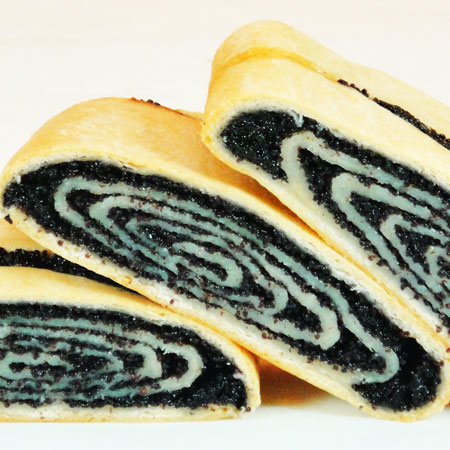
Дрожжевого: рулет с маком (изюмом[6], орехами, корицей[7]), штрицель, стромболи
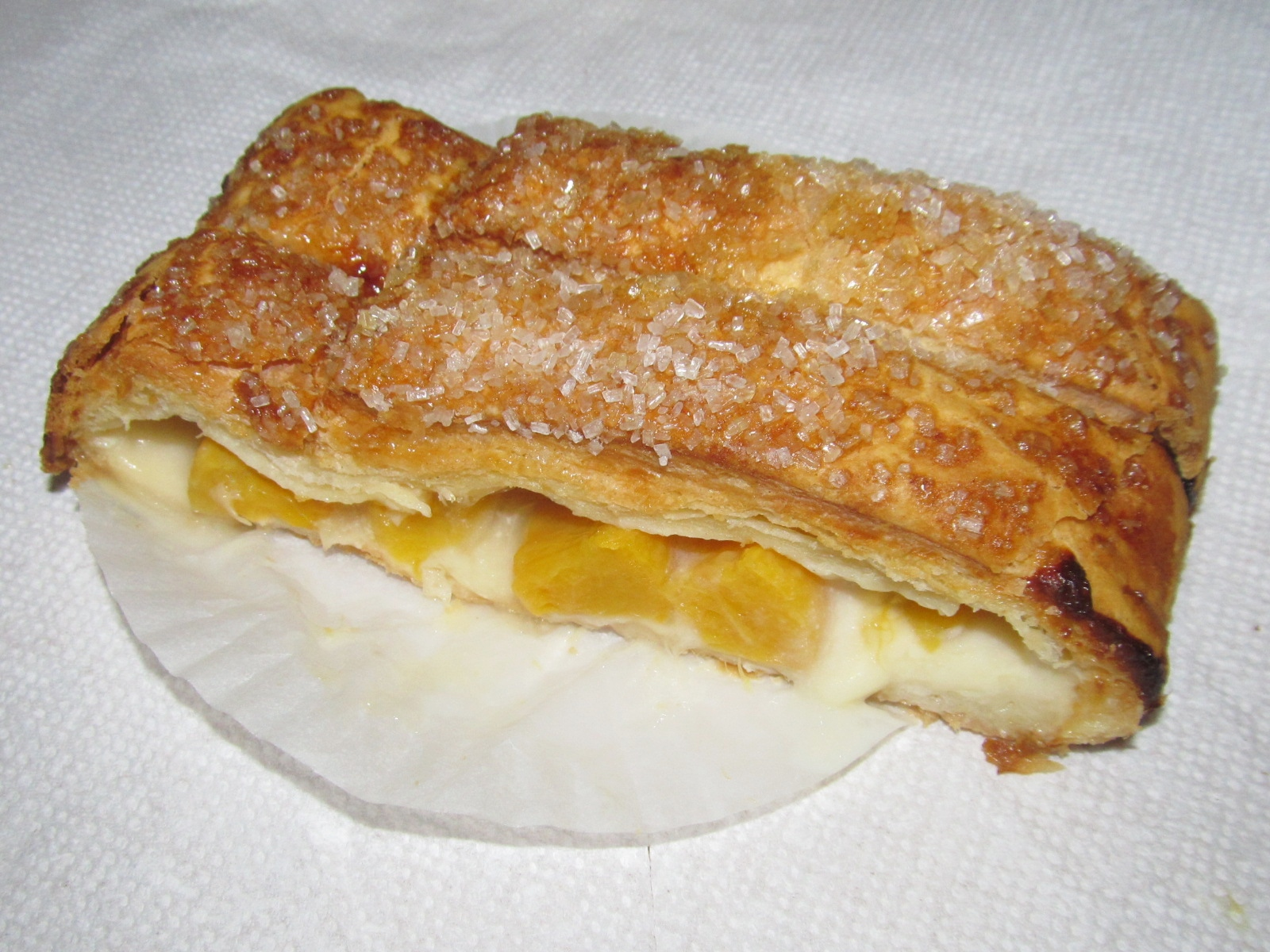
Штрудель
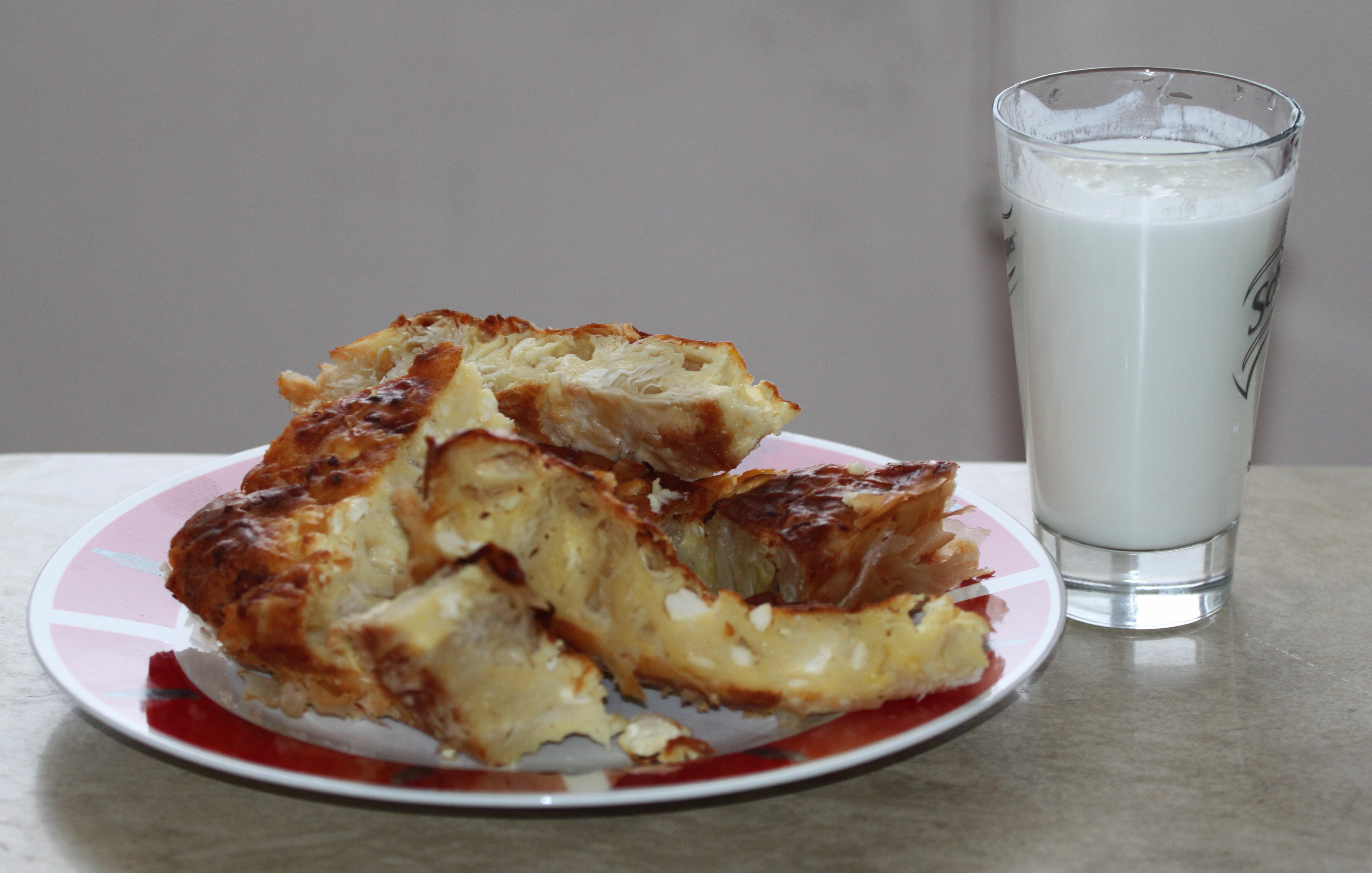
Баница
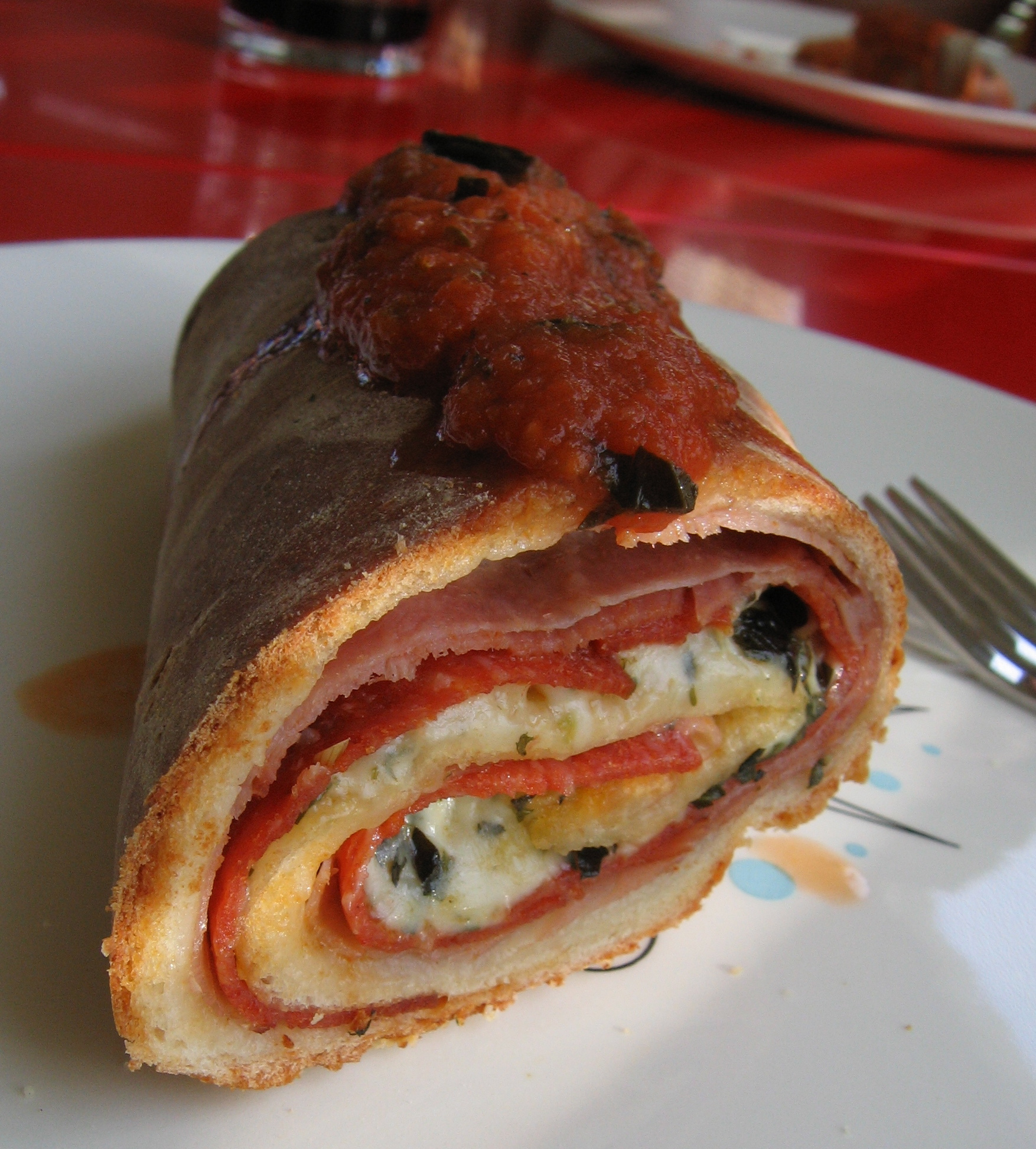
Стромболи

## Бисквитные рулеты

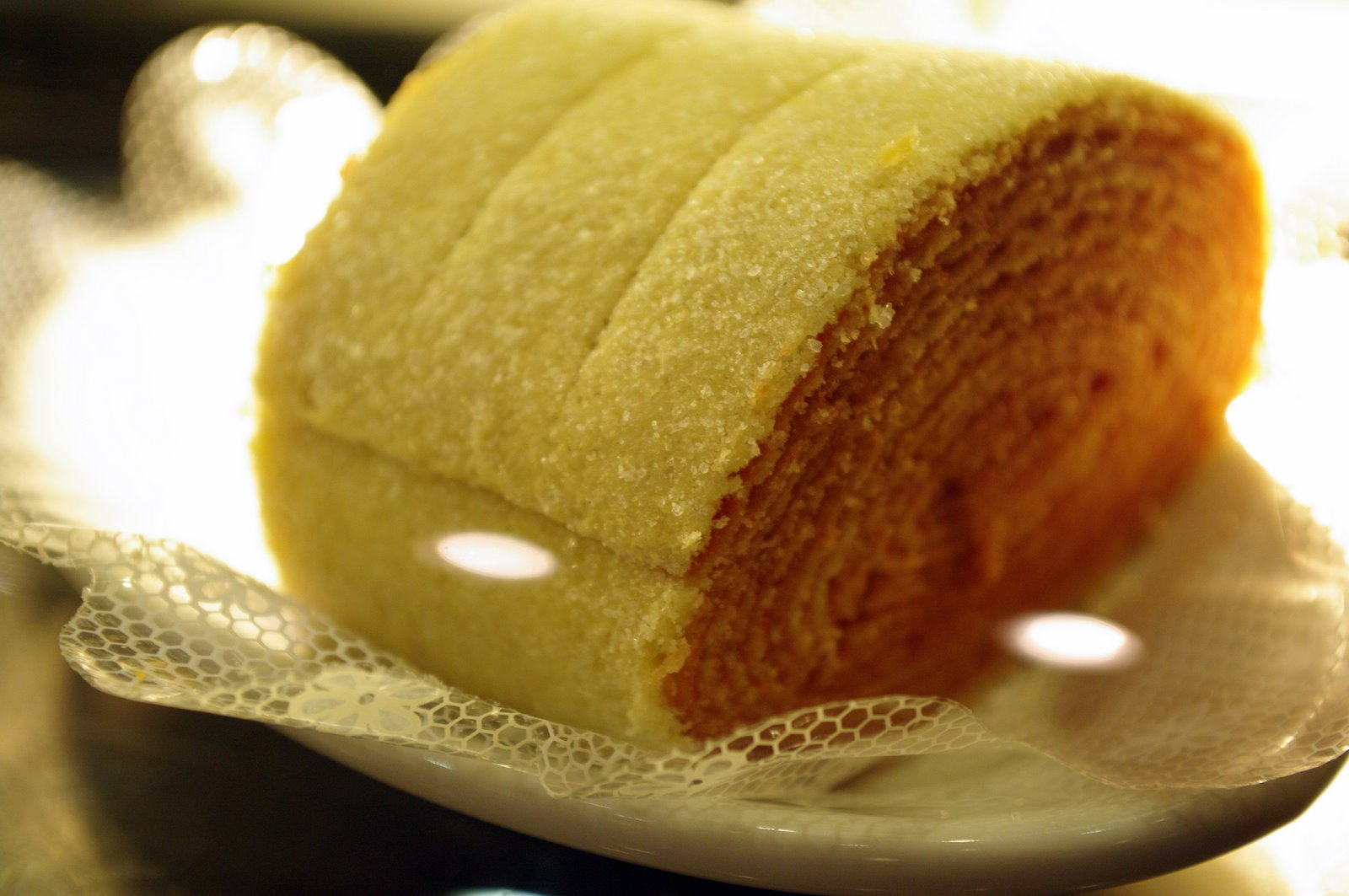
Бразильский бисквитный рулет Боло де роло

Состоят из выпеченного пласта бисквита (толщиной 6—9 мм), прослоенного сладкой начинкой. Примеры: Бисквитный рулет с кремовой или фруктовой начинкой, Рождественское полено. Сверху рулет может быть отделан глазурью, сахарной пудрой и украшениями из крема.
Предположительно, бисквитный рулет произошёл из Центральной Европы, вероятно из Австрии. Английское название Swiss roll («швейцарский рулет») закрепилось в кулинарных книгах 1870-х годов, тогда же блюдо окончательно вошло в английскую кухню.
Срок хранения рулетов, изготовленных без применения консервантов, составляет от 2 до 7 суток. Рулеты с консервантами (соль сорбиновой кислоты, спирт пищевой) хранят до 6 месяцев.
Бисквитный рулет является распространённым кондитерским изделием в России, производимым в промышленных масштабах.

## Галерея

### Выпечные рулеты
- Рулет с маком
- Штрудель
- Баница
- Стромболи

### Бисквитные рулеты

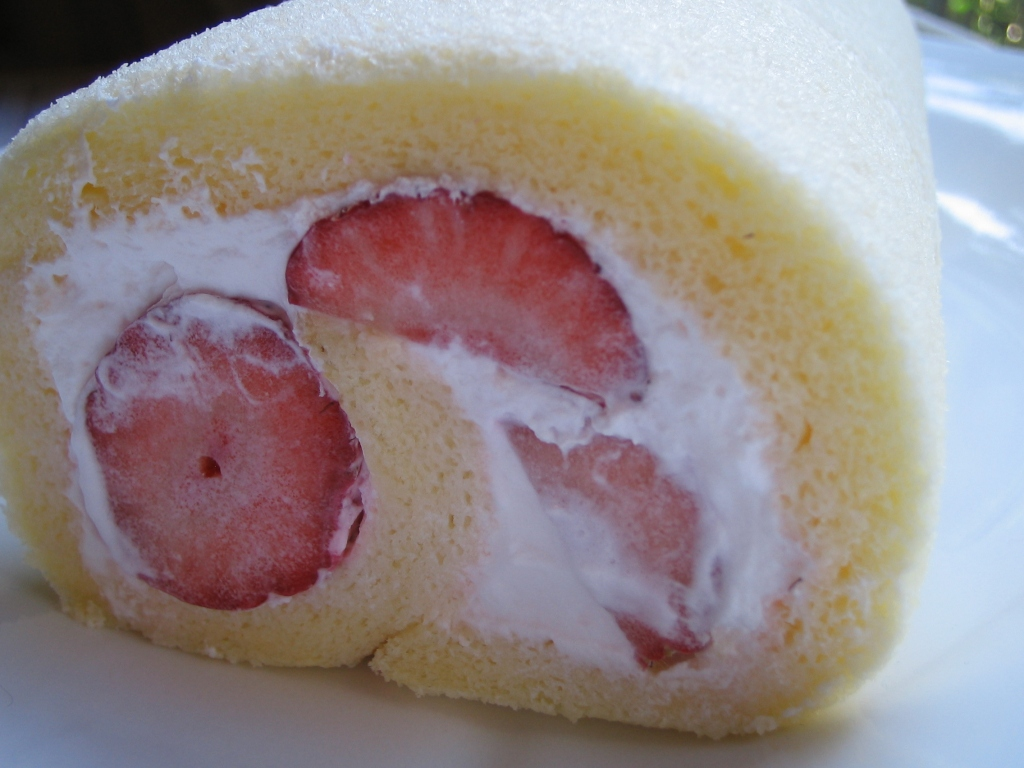
Японский рулет с начинкой из свежих ягод. Токио
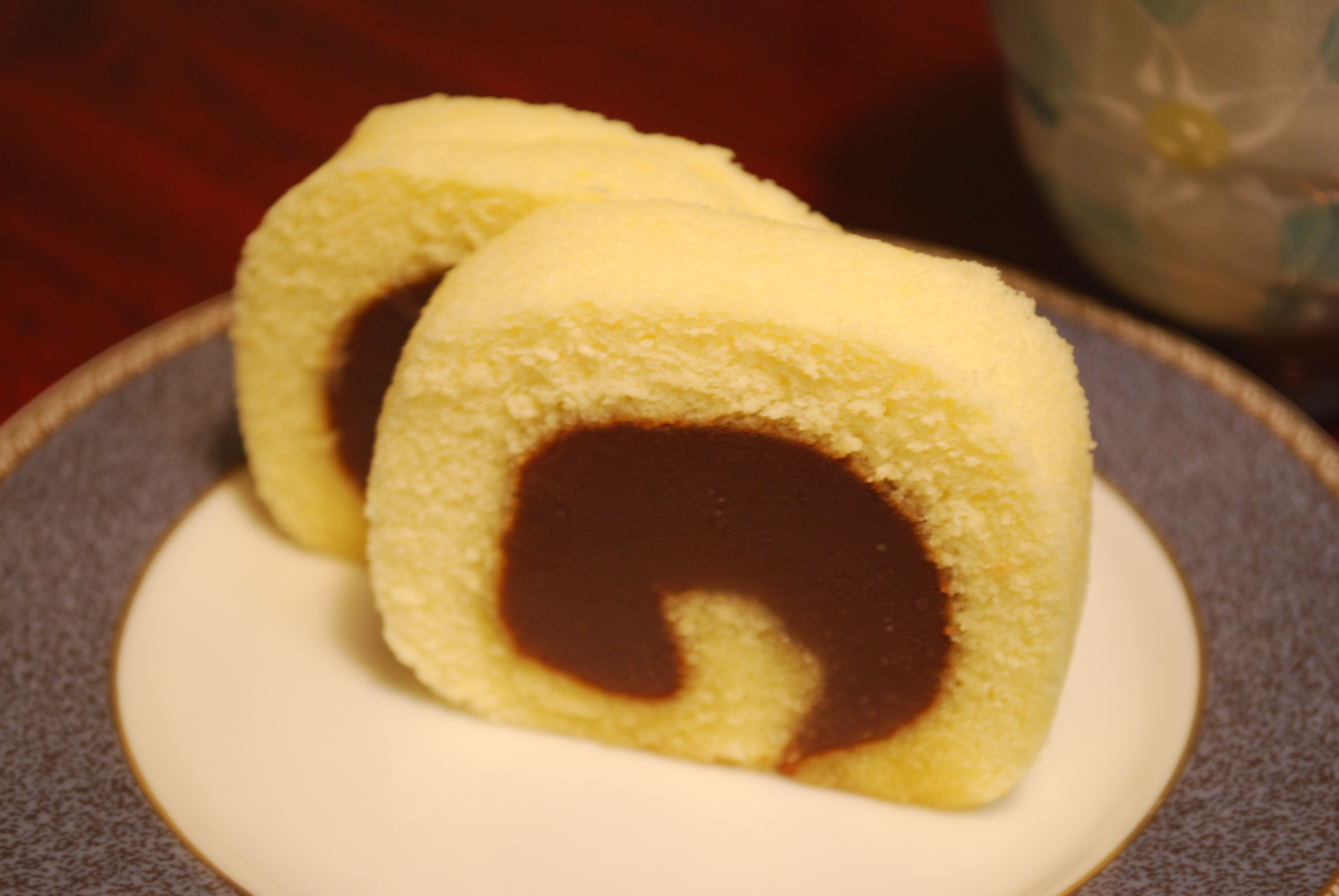
Японский рулет
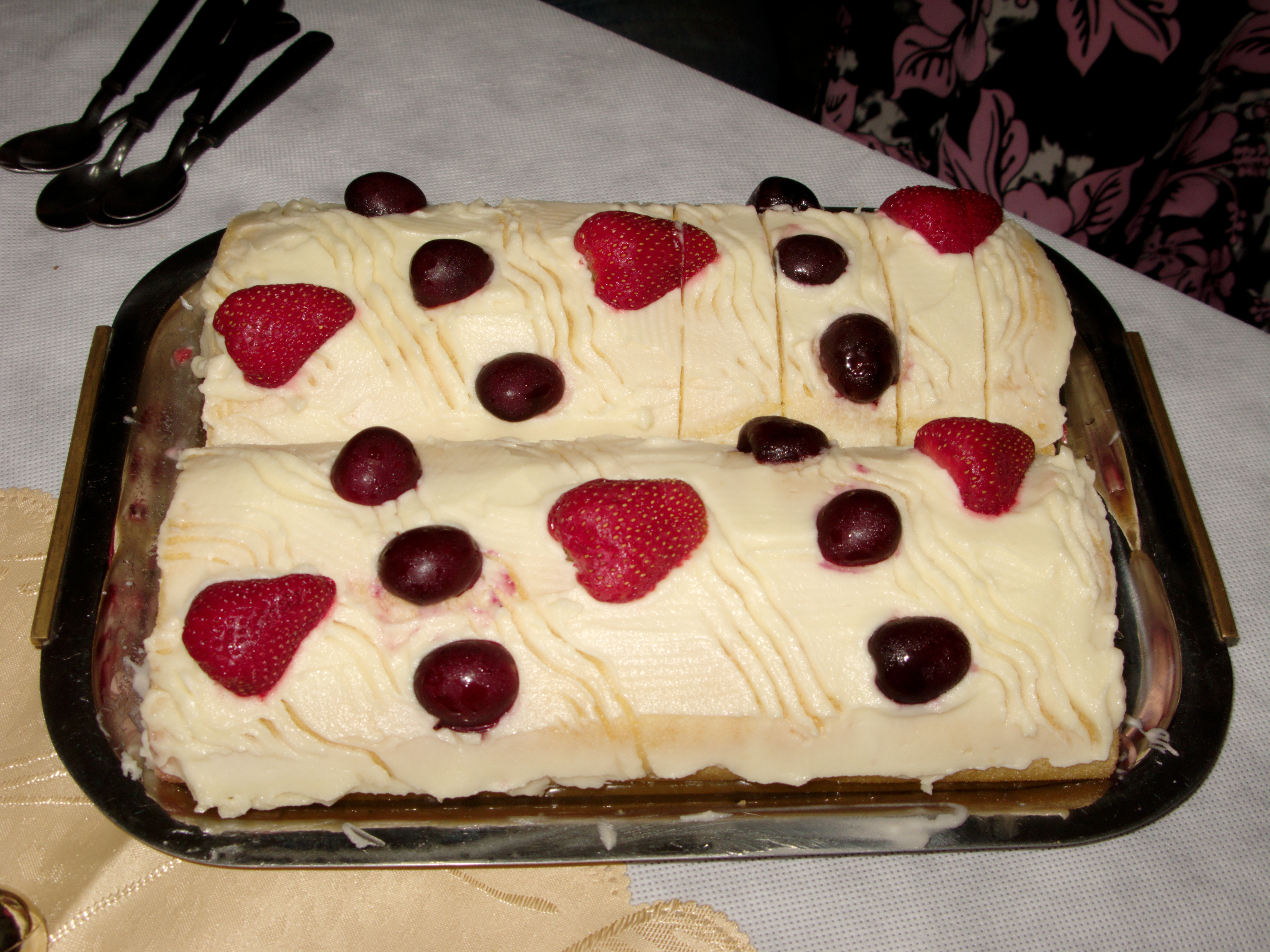
Рулеты, украшенные ягодами. Аргентина
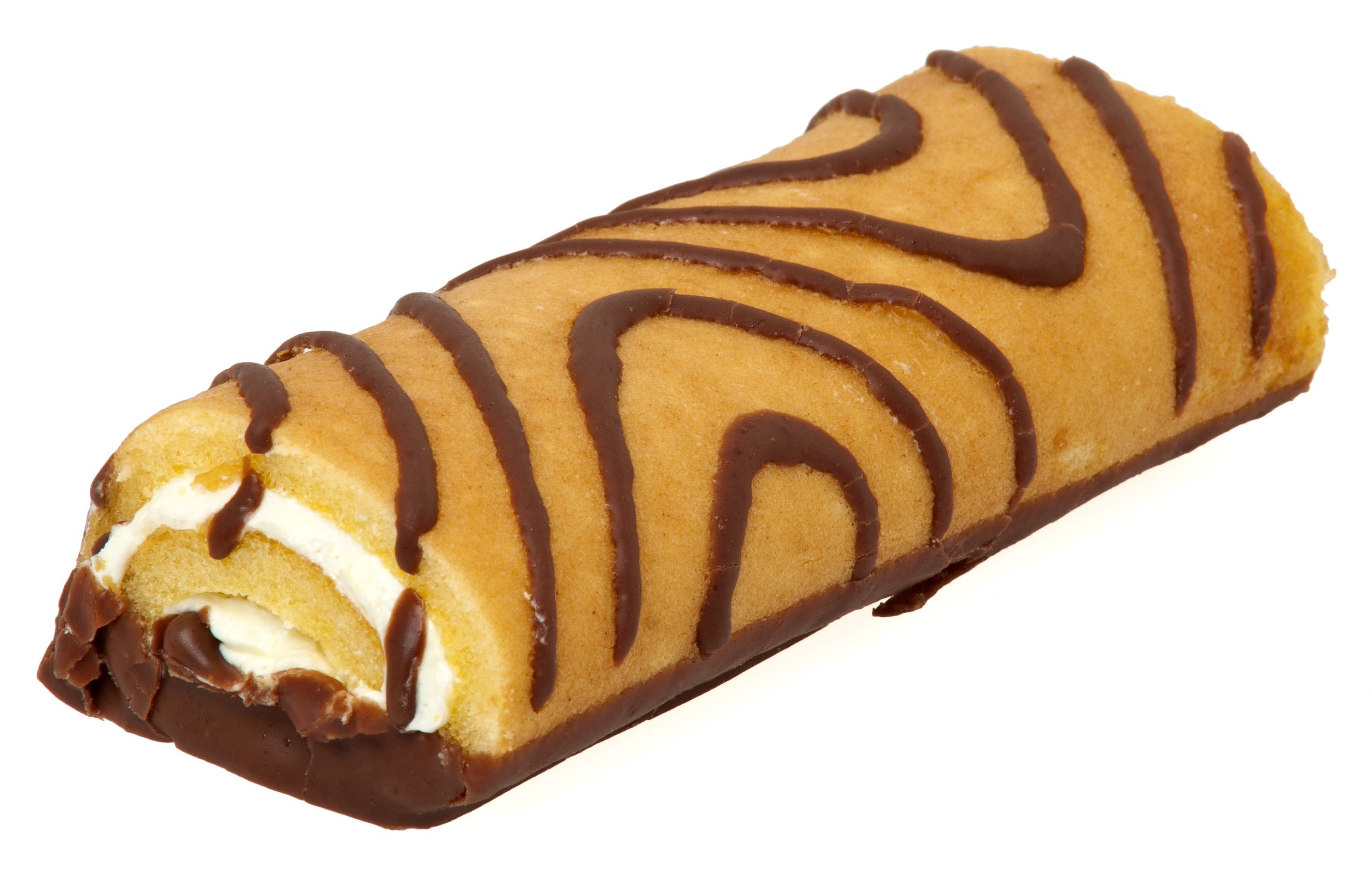
Рулет с кремом и узором из шоколадной глазури. США